# Acolasis dimidiata
Acolasis dimidiata är en fjärilsart som beskrevs av Butler 1879. Acolasis dimidiata ingår i släktet Acolasis och familjen nattflyn. Inga underarter finns listade i Catalogue of Life.